# Шахимардан
Шахимарда́н (узб. Shohimardon / Шоҳимардон от персидского "шах мужчин"; кирг. Шаймерден, ранее Хамзаабад) — посёлок в Ферганской области Узбекистана, главный населённый пункт эксклава Шахимардан.
Расположен в долине на северных склонах Алайского хребта на высоте около 1550 метров.
Средняя температура июля +22 °C, января от −3 до +3 °C.
Территориально, совместно с небольшим посёлком Иордан, образует анклав, окружённый землями Баткенской области Киргизии, с населением на 2005 год более пяти тысяч человек, преимущественно узбеков; расстояние до «основной» территории Узбекистана — около семнадцати километров. Это один из трёх, наряду с Сох и Чон-Гара, эксклавов Узбекистана, окружённых территорией Киргизии. Ранее Шахимардан принадлежал советской Киргизии. Существует необоснованные претензии, о том, что Узбекистан арендовал Шахимардан у Киргизии на 49 лет.

## География
Находится в 55 км от Ферганы, с двух сторон омывается реками Дуб-Су и Кок-Су. Площадь эксклава — 90 км². Как и Сохский эксклав, Шахимардан фактически состоит из двух отдельных частей — более крупной и населённой южной (Южный Шахимардан) и более мелкой и малонаселённой северной (Северный Шахимардан).

## Население
Население эксклава в 1993 году составляло около 5100 человек, из которых 91 % — узбеки, 9 % — киргизы.

## История
Первое, что обращает на себя внимание — само название «Шахимардан» (Шохимардан), а также название соседнего кишлака «Ярдан» (Ердан, Ёрдан). Современные их переводы (шахимардан — «царь юношей», ярдан — «из оврага» или «от друзей») вне всякого сомнения являются народной этимологией. Наличие в обоих словах окончания «дан» (дон) указывает на истинное их происхождение. «Дон» — восточноиранское слово «вода», которое является очень характерным элементом для древних топонимов. Этот элемент встречается в названиях очень многих старых ферганских кишлаков, и в некоторых случаях местное население с трудом придумывает их расшифровку с точки зрения современного персидского (таджикского) или тюркского языков. Однако, Шахимардан было заселено в глубокой древности, первыми жителями этого места являлось население, говорящее на восточноиранском языке, и назвалось селение Порсин, то есть Фарси.
Основатель империи Великих Моголов Бабур на рубеже XV—XVI веков о населении Ферганы писал, в частности, что «…жители Маргинана — сарты…». В другом месте Бабур говорил, что сарты Исфары говорят по-персидски. Эти свидетельства имеют важное значение, потому что Маргинан (нынешний Маргилан) — крупнейший город на юге Ферганы, к которому Шахимардан всегда тяготел политически, экономически и культурно. Исфара — одно из селений в той же южной части Ферганы. Свидетельства Бабура говорят о том, что скорее всего население Шахимардана в начале XVI века было ираноязычным и говорило на персидском языке. Что, впрочем, не отрицает возможности наличия уже в это время какой-то степени ирано-тюркского двуязычия.
Статистические сведения о населении Шахимардана (и Ярдана) на рубеже XIX—XX веков выглядит следующим образом:
| Шахимардан-Ярдан | 1890 г. | 1909 г. | 1917 г. | 1925 г. | 1926 г. |
| Число население  | 461     | 1818    | 1151    | 721     | 424     |
| Национальность   | таджики | сарты   | узбеки  | узбеки  | узбеки  |

Если верить приведённым данным статистического комитета русской администрации Ферганской области об этнографическом составе Шахимардана, в 1890 году в кишлаке жили таджики. В 1909 году, когда тот же орган проводил уточняющее исследование, оказалось, что шахимарданцы — все сарты. Во время сплошных и выборочных переписей 1917—1926 годов была установлена принадлежность жителей кишлака к узбекам. Тем самым, в течение 36 лет (на протяжении жизни одного поколения) этническое название населения Шахимардана сменилось дважды, причём самым радикальным способом — от таджиков к узбекам. Вариант с полной сменой жителей селения отпадает сразу. Значит, происходили какие-то изменения либо в самоидентификации шахимарданцев, либо в способе их описания и классифицирования. Либо то и другое одновременно.
Начиная с 1917 года — сначала по требованию среднеазиатских джадидов, а потом и по велению советской власти — термин «сарты» повсеместно был заменен термином «узбеки». До 1917 года в Ферганской долине, и тем более в Шахимардане, самоназвание «узбеки» не пользовалось большой популярностью. Однако усилия государства, которое на протяжении почти всего прошлого столетия последовательно внедряло это самоназвание в умы людей, оказались не напрасными. Нынешние шахимарданцы воспитаны как узбеки, считают себя узбеками и являются узбеками. Впрочем, память о «таджикском» происхождении всё ещё живёт в местных преданиях и обычаях, придавая локальному узбекскому типу определённое своеобразие и узнаваемость.
Мусульманское предание гласит, что Шахимардан посещал сам Хазрат-Али, четвёртый халиф, зять пророка Мухаммада и здесь находится одна из возможных семи его могил. «Шахимардан» в переводе с персидского языка означает «повелитель людей», что также соотносится с именем Хазрата-Али. В центре Шахимардана существовала мечеть и мавзолей Хазрата-Али, куда верующие приходили молиться, который был разрушен во время сильных землетрясений в 1822 и 1899 годов.
Мирзахидбаев, Шокирхон Каландарович (Мирзохидбоев, Шокирхон Қаландар ўғли) — староста (мингбаши) Риштанской волости, общественный деятель, предприниматель, меценат. Был глубоко религиозным человеком, преданным делу ислама и идее верховенства правосудия в соответствии с Кораном и Сунной. Он на личные сбережения в 1899 году восстановил мавзолей двоюродного брата, зятя и сахабы пророка Мухаммада, выдающего политического и общественного деятеля Хазрата Али. Достоверно известно, что строительные материалы доставлялись в Шахимардан из Риштана.
В 1920-х годах, в период гонения на религию, советские власти разрушили мавзолей Али. И лишь после обретения Узбекистаном государственной независимости мавзолей Хазрата-Али был вновь построен на том же месте и сохранил его внешнюю форму.
В советское время населённый пункт носил название Хамзаабад.
В посёлке действовал климатический курорт с турбазами и домами отдыха; в окрестностях функционировал альпинистский лагерь Дугоба. Работал мраморный карьер.
В 1998 году посёлок сильно пострадал от схода селевого потока, принёсшего разрушения и человеческие жертвы.
В 1999 году вооружённые отряды Исламского движения Узбекистана предприняли попытку прорваться с территории Таджикистана через территорию Киргизии в узбекскую Ферганскую долину, но были остановлены киргизским спецназом. После этого узбекские власти заминировали горные участки границ, в том числе и вокруг Шахимардана, и ограничили доступ на территорию анклавов. Со стороны Киргизии был введён допуск на территории анклавов по разовым пропускам для жителей Ферганской области и визовый режим для остальных граждан Узбекистана.
Осенью 2004 года депутаты киргизского парламента рекомендовали правительству страны обратиться к Узбекистану с территориальными претензиями по анклаву.
В 2004 году был начат демонтаж минных заграждений вокруг анклава, завершившийся в 2005 году.
Весной 2007 года правительства Узбекистана и Киргизии ратифицировали соглашение, разрешающее гражданам обеих стран безвизовые поездки на срок до двух месяцев.

## Достопримечательности
- Почитаемая могила, приписываемая местными легендами сподвижнику пророка Мухаммада, Али.
- Озеро Курбанкуль, вода которого считается местными жителями святой.
- Мавзолей и могила убитого в Шахимардане известного узбекского поэта Хамзы Ниязи.
- Музей, посвящённый биографии Хамзы Ниязи.